# Utricularia punctata
Utricularia punctata är en tätörtsväxtart som beskrevs av Nathaniel Wallich. Utricularia punctata ingår i släktet bläddror, och familjen tätörtsväxter. Inga underarter finns listade i Catalogue of Life.